# Viana de Duero
Viana de Duero és un municipi de la província de Sòria, a la comunitat autònoma de Castella i Lleó.